# Hyderabad (Pakistan)
Hyderabad in der Provinz Sindh ist mit ca. 1,7 Millionen Einwohnern die achtgrößte Stadt Pakistans; es ist die am schnellsten wachsende Stadt des Landes.

## Lage
Hyderabad liegt am Fluss Indus und ist ca. 165 km (Fahrtstrecke) in nordöstlicher Richtung von Karatschi entfernt. Die Stadt liegt auf etwa 13 m Höhe. Sie ist an den pakistanischen National Highway N-5 angebunden, der die bedeutendste Verkehrsader des Landes ist.

## Klima
In Hyderabad herrscht ein heißes Wüstenklima mit ganzjährig warmen bis heißen Durchschnittstemperaturen. In den Wintermonaten kann die Temperatur nachts jedoch auch auf unter 10 °C absinken. Die heißesten Monate sind April bis Juli. In diesen Monaten treibt der Wind auch häufig Staubwolken durch die Stadt, weswegen sich das Leben in dieser Jahreszeit weitgehend im Hausinneren abspielt. Ende Juni bis August bringt der Monsun stärkere Regenfälle.

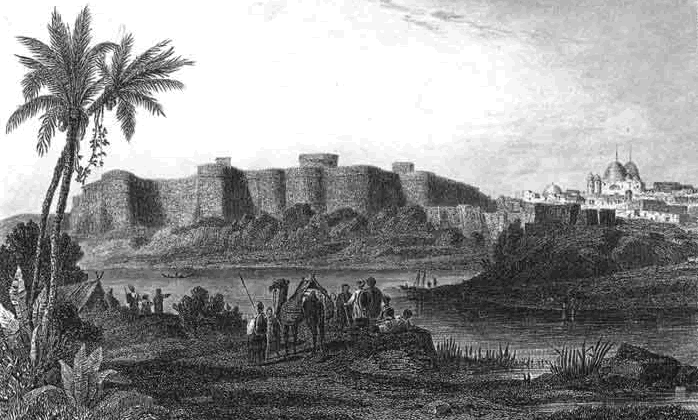
Pacca Qilla um 1845 (historische Darstellung)

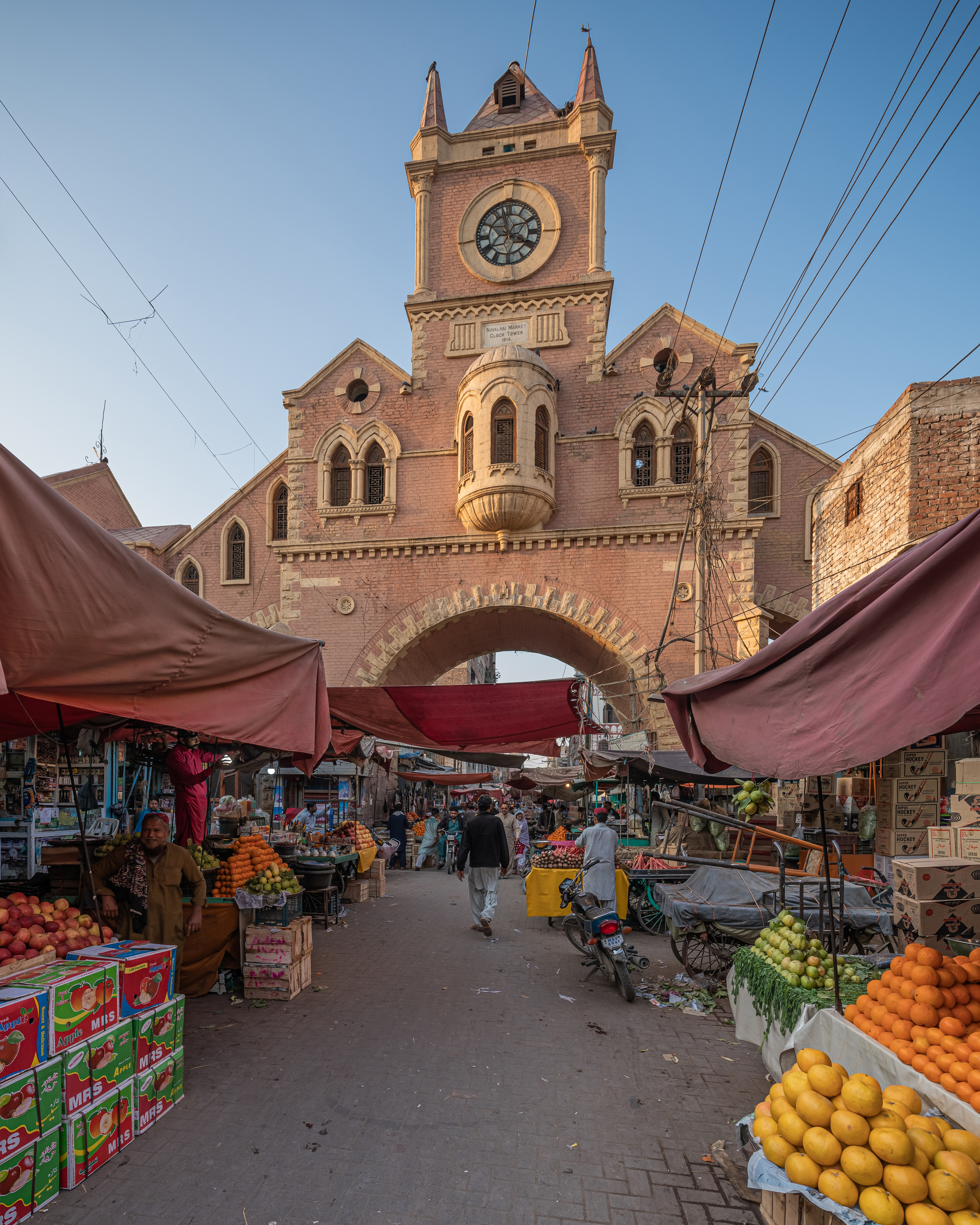
Uhrturm am Navalrai-Markt

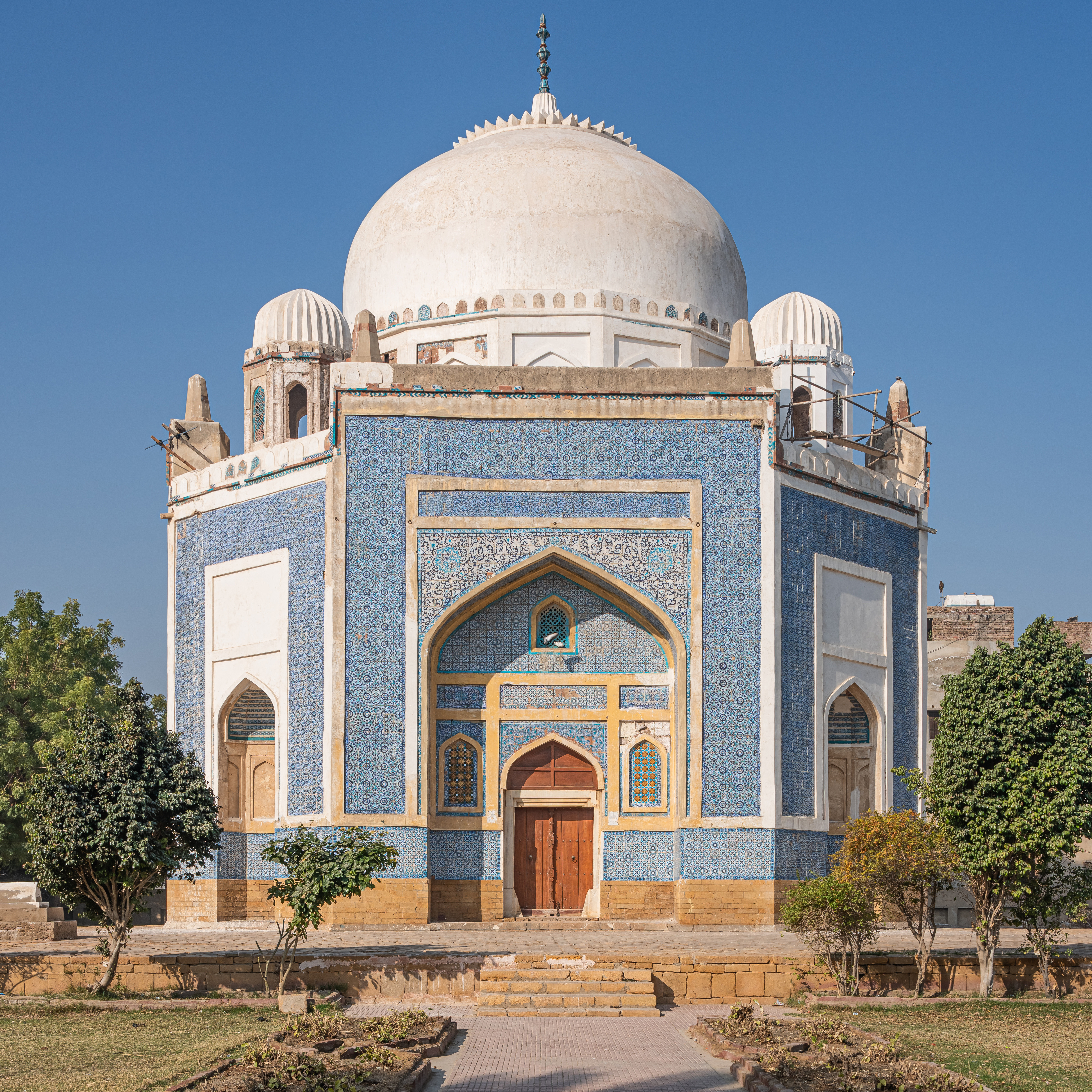
Grab von Mian Ghulam Shah Kalhoro

|                       | Jan  | Feb  | Mär  | Apr  | Mai  | Jun  | Jul  | Aug  | Sep  | Okt  | Nov  | Dez  |   |       |
| Mittl. Tagesmax. (°C) | 24,7 | 28,1 | 33,7 | 38,8 | 41,3 | 40,0 | 37,2 | 35,6 | 36,3 | 36,7 | 31,9 | 26,2 | ⌀ | 34,2  |
| Mittl. Tagesmin. (°C) | 11,4 | 13,9 | 18,8 | 22,9 | 26,1 | 27,9 | 27,6 | 26,5 | 25,4 | 22,5 | 17,4 | 13,0 | ⌀ | 21,1  |
|                       |      |      |      |      |      |      |      |      |      |      |      |      |   |       |
| Niederschlag (mm)     | 1,5  | 4,4  | 7,1  | 2,8  | 4,5  | 47,9 | 71,9 | 74,1 | 13,1 | 5,5  | 2,2  | 2,2  | Σ | 237,2 |

| 11,4 |

| 13,9 |

| 18,8 |

| 22,9 |

| 26,1 |

| 27,9 |

| 27,6 |

| 26,5 |

| 25,4 |

| 22,5 |

| 17,4 |

| 13,0 |

| 11,4 |

| 13,9 |

| 18,8 |

| 22,9 |

| 26,1 |

| 27,9 |

| 27,6 |

| 26,5 |

| 25,4 |

| 22,5 |

| 17,4 |

| 13,0 |

## Wirtschaft
Die Stadt ist Handelszentrum für Hirse, Weizen, Reis und Baumwolle. Es werden Textilien, Schmuck, Leder-, Metall-, Lack- und Glaswaren sowie Zement produziert.

## Bevölkerungsentwicklung
| Zensusjahr | Einwohnerzahl |
| ---------- | ------------- |
| 1972       | 628.631       |
| 1981       | 751.529       |
| 1998       | 1.151.274     |
| 2017       | 1.732.693     |

## Bildung
Hyderabad beherbergt mehrere Hochschulen, von denen die ersten 1947 und 1963 gegründet wurden. Die meisten liegen in der Stadt Jamshoro im Nordwesten von Hyderabad. Bedeutende sind:
- Universität von Sindh
- Mehran Universität
- Liaquat Universität
- Isra Universität

## Religion
Die Einwohner der Stadt sind ganz überwiegend Moslems mit einer Minderheit von ca. 5 % Hindus, doch ist die Stadt auch Sitz einer Diözese der Church of Pakistan sowie Sitz des Bistums Hyderabad in Pakistan.

## Geschichte
Hyderabad wurde 1768 von Mian Ghulam Shah Kalhoro in einem Gebiet mit mehreren Hügeln gegründet und wurde zuerst Nehrun Kot genannt. Ihr Gründer errichtete auch auf einem der Hügel die Festung Pacca Qila.
Nach dem Tod des Gründers wurde Hyderabad Hauptstadt des Herrschaftsgebiets von Mir Fateh Ali Khan Talpur, der seit 1789 in Pacca Qilla residierte. Am 24. März 1843 eroberten nach der Schlacht von Miani die Briten unter General Charles James Napier die Stadt, die danach bis zur Unabhängigkeit Pakistans die Herrschaft innehatten. Danach war Hyderabad von 1947 bis 1955 Hauptstadt von Sindh.
Am 30. September 1988 kam es zu schweren ethnisch motivierten Anschlägen in der Stadt, bei dem bis zu 250 Menschen starben. In der Folge des als Hyderabad Massaker und Black Friday bekanntgewordenen Ereignisses, breiteten sich Unruhen nach Karatschi aus.

## Sehenswürdigkeiten
- Das Pacca Quila genannte Fort befindet sich in einem arg verfallenen Zustand. Dennoch beeindruckt es durch seine Lage an einem Berghang.
- Im Zentrum der Stadt befindet sich das moderne Sindh-Museum, das zahlreiche Exponate aus der langen Geschichte des Sindh seit den Indus-Kulturen präsentiert.
- Das Gelände des im 19. Jahrhundert von den Briten eingerichteten Rani-Bagh-Zoos wurde zu einem Park umgestaltet, in welchem jedoch immer noch einige Tiere hinter Gittern gehalten werden.

## Sport
In Hyderabad befindet sich mit dem Niaz Stadium ein Test-Cricket-Stadion. In der Stadt bestreitet die Pakistanische Cricket-Nationalmannschaft regelmäßig Heimspiele gegen andere Nationalmannschaften. Im Niaz Stadium fanden unter anderem Spiele beim Cricket World Cup 1987 statt.

## Persönlichkeiten
- Mohammad Hasnain (* 2000), Cricketspieler